# Slaget ved Sankelmark
Slaget ved Sankelmark mellem landsbyerne Sankelmark og Oversø var et mindre slag på vejen mellem Slesvig by og Flensborg under det danske tilbagetog fra Dannevirkestillingen 5. februar 1864.

## Baggrund
Efter at den danske hær den 5. februar om aftenen indledte tilbagetoget fra Dannevirke, gik der på grund af en forrygende snestorm ca. 8 timer, inden den preussiske og østrigske hærledelse ca. kl. 4 om morgenen opdagede, at skanserne var rømmede. Først efter en bekræftelse af, at danskerne virkelig havde forladt posten, slog den ledende østrigske officer alarm. Det gav danskerne et forspring, inden et østrigsk rytteri ved daggry den 6. februar blev sendt efter den danske hær, og derfor indhentede man først den danske bagtrop nær Sankelmark.

## Optakt
Østrigerne havde optaget forfølgelsen af danskerne tidligt om morgenen, så snart de fik vished for, at Dannevirke var rømmet. Kl. 6 rykkede de første østrigske tropper ind i Slesvig og besatte byen, mens husarpatruljer jog videre nordpå for at finde ud af, hvor langt danskerne var nået. Husarerne stødte på den danske bagtrop kl. 10 ved Helligbæk nord for Isted. Da arrieregarden (bagtroppen), der bestod af 8. Brigade, fik øje på husarerne trak den sig langsomt mod nord, afbrudt af små træfninger med Østrigerne. Kl 12 nåede et østrigsk kanonbatteri også op, og de små træfninger udviklede sig nu til en regulær kamp lige efter håndbogen. De østrigske husarer angreb de danske infanterister, der dannede karré for at afvise angrebene. Så beskød de østrigske kanoner karreerne, der blev nødt til at sprede sig hvorefter husarerne angreb igen. Disse kampe fortsatte, til 8. Brigade nåede op til Sankelmark skov, hvor 7. Brigade overtog kampen.
7. brigade, som bestod af 1. og 11. Regiment, under oberst Max Müller, havde fået til opgave at standse fjendens fremmarch og havde forskanset sig i det smalle pas ved Sankelmark, hvor Hærvejen løber gennem et højdedrag.  Max Müller parerede ordren med ordene:
"Det er ikke nok, at jeg afventer fjenden. Jeg må selv angribe ham."

## Slaget
Selve slaget var usædvanligt blodigt, fordi begge hærførere   , vurderede at slaget skulle afgøres i mand-til-mand kamp.
Max Müller opstillede 1. regiment i det flade og smalle terræn på begge sider af vejen og 11. regiment et par hundrede meter bagved. Kampene begyndte her kl. 15.30, med et østrigsk bombardement, hvorefter de østrigske husarer angreb 1. Regiment. Regimentet formerede karréer og påførte husarerne så store tab, at de måtte trække sig helt ud af kampen. Herefter blev regimentet angrebet af østrigsk infanteri.
Begge parter havde riflede forladegeværer og begge led frygtelige tab ved at storme frem mod fjendens skyttekæder. En officer i 1. Regiment skriver hjem efter kampen at "Københavnerne gik på med tændt cigar i flaben og med opsangen: "på´en igen, på´en igen lille Ferd´nand Ludvigsen".
1. Regiments kompagnier stod med ryggen mod Sankelmark sø, hvilket var særdeles risikabelt. Det gik ganske vist godt i første omgang, men da østrigerne fik friske reserver frem brød de igennem de danske linjer. Søen var endnu ikke så tilfrosset, at man kunne risikere at passere den, så da 1. Regiment blev omgået på dets venstre fløj blev de mest udsatte kompagnier afskåret og taget til fange. Kun i få tilfælde kom det til nærkamp på bajonetten, men det var hovedsageligt først efter at forsvaret var brudt sammen.
Da 1. Regiment var blevet slået i uorden og tilbage beordrede Max Müller et modangreb med 11. regiment som nu stod i Sankelmark skov. 11 regiment, gik frem med stor voldsomhed mod de fremstormende østrigske tropper og det kom, i den tætte skov, til decideret nærkamp med bajonet. Menig Jørgen Rasmussen fra 2 kompagni, 11 regiment beskrev oplevelsen således:
"Nu blev vi kommanderet frem mod fjenden, og det blev en kamp, så det forslog noget. Vi stødte og stak og slog, det bedste vi kunne. Det gik nærmest til, som når en flok skoledrenge er røget i totterne på hinanden. Det varede vel fem minutter, men der faldt mange. Min sidemand havde syv bajonetstik i kappen."
Modangrebet tog brodden af det østrigske stormløb, som kun nåede frem til Bilskov Kro. Kampene sluttede ved 17-tiden, da mørket faldt på.

## Efterspil
Resultatet af slaget blev, at den danske hær uden forhindringer kunne fortsætte tilbagetrækningen til Dybbøl, hvortil hovedstyrken nåede i løbet af den 7. februar. Østrigerne betragtede det som en stor sejr mens danskerne endnu engang noterede sig, at ”det lykkedes at stoppe østrigerne og sikre hærens tilbagetog” - samme ræsonnement som efter Selk og Kongshøj.
Tabene var store, på dansk side i alt 763 mand, heraf 53 faldne, 157 sårede og resten tilfangetaget. Blandt de døde var historikeren Jens Paludan-Müller. På østrigsk side 95 faldne, 311 blev såret og 27 savnede.
I forbindelse med slaget findes en anekdote om, hvordan Oberst Max Müller udnyttede forskellige egnsbefolkningers temperament i sin slagplan. Hovedparten af soldaterne i 1. Regiment var fra København, mens soldaterne i 11. Regiment var vendelboer. Ifølge traditionen tænder københavnernes temperament hurtigt og de kæmper voldsomt. Til gengæld brænder de også hurtigt ud, hvor vendelboerne er lidt mere træge, men til gengæld mere udholdende. Derfor satte han københavnerne i 1. Regiment ind i første angrebsbølge, og vendelboerne i 11. Regiment ind i den anden.

## Ekstern henvisning og kilde
- Leksikon | Grænseforeningen - for en åben danskhed Arkiveret 29. november 2014 hos  Wayback Machine

54°43′03″N 9°26′38″Ø / 54.717406°N 9.44395°Ø